# Advanced Photo System
Advanced Photo System, APS — у фотографії цей термін вживається на позначення формату плівки, який передбачає ширину плівки 24 мм, і три різних формати:
- H для «HDTV» (30.2 × 16.7 mm; співвідношення сторін 16:9);
- C для «класичного» формату (25.1 × 16.7 mm; співвідношення сторін 3:2);
- P для «панорамного» формату (30.2 × 9.5 mm; співвідношення сторін 3:1; одержувався шляхом кропу)

Стандарт започаткований у 1996 році компаніями Kodak, Fujifilm, Minolta, Nikon, Canon та іншими, у ньому закладено декілька нововведень, серед яких візуальні індикатори, які вказували використання плівки (неекспонована, частково експонована, повністю експонована, проявлена). Також стандарт передбачає додаткову магнітну стрічку на плівці, на якій зберігається інформація про умови зйомки (допускається у недорогих камерах зберігати цю інформацію у оптичному вигляді у службових областях плівки).
Також передбачалася автоматизація процесу зарядки плівки у камеру, заміни плівкової касети із частково експонованою плівкою, та інші нововведення.
Прикладом дзеркальної камери (SLR), яка розроблена для використання APS плівки є Canon EOS IX.
У цифровій фотографії під терміном APS найчастіше розуміють фотографічну матрицю, чутливий шар якої має фізичні розміри близькі до плівкового формату APS-C, прикладами таких камер можуть служити Canon EOS 300D, 350D 10D, 20D; Nikon D50, D70, D90, D300, D7000; Konica-Minolta Dynax 7D, 5D; Pentax istD* та інші.